# Ben Haemhouts
Benjamin Haemhouts (* 1972 in Bonheiden, Belgien) ist ein belgischer Musiker und Komponist.

## Leben
Im Alter von 8 Jahren begann Haemhouts eine musikalische Ausbildung am Euphonium an der städtischen Musikschule Willebroek. Neun Jahre später folgte ein Posaunenstudium am Lemmens-Institut in Leuven. Als Soloposaunist spielte er bei den Bamberger Symphonikern in Deutschland. Dabei erkannte Haemhouts seine Dirigier-Leidenschaft und begann, Orchesterleitung bei dem russischen Dirigenten Alexander Polyanichko zu studieren.
2008 wurde er Chefdirigent der Belgischen Kammerphilharmonie und konzentrierte sich hierbei auf zeitgenössische Werke mit einer Kombination aus Barock und Klassizismus. Kennzeichen seiner Interpretationen sind eine genaue Artikulation sowie große Kontraste und eine dynamische Spielweise. Eines seiner ersten Konzerte mit der Belgischen Kammerphilharmonie betitelte das belgische Wochenblatt KNACK mit „Energy from Belgium!“, was zu Haemhouts Markenzeichen wurde, denn mit diesem Slogan werden Haemhouts Ehrgeiz und seine Leidenschaft perfekt beschrieben. Er arbeitete mit den Dirigenten Sir Simon Rattle, Valery Gergjev, Bernard Haitink, Herbert Blomstedt, Gustavo Dudamel, Giuseppe Sinopoli, Jonathan Nott und Essa Pekka Salonen zusammen, was ihn nachhaltig beeinflusste.
Ben Haemhouts wird als „Erneuerer“ bezeichnet, der sich dem klassischen Repertoire aus einer modernen Perspektive nähert. Er ist auf der Suche nach jungen Komponisten mit eigener musikalischer Sprache. Er war Gastdirigent in Jugendorchestern, darunter die „Junge Deutsche Philharmonie“, das Sinfonieorchester der Antwerpener Hochschule sowie das „Orchestre Jeunesses Musicales“.
Neben den musikalischen Darbietungen mit der Belgischen Kammerphilharmonie führte Haemhouts ein Projekt mit Kindern ein. Dahinter stand der Gedanke, dass Musik allen Bevölkerungsschichten zugänglich sein solle und als Teil der Gesellschaft betrachtet werden soll.

## Werke für Blasorchester
- Bagatelle
- A Bamberg Fantasy
- Ballad
- Bavarian Pictures
- Breakfast Melody
- Honorisia
- James
- Nordic Suite
- Panache
- Recalls
- Saturnalia
- Song For a New Generation
- The Last Song